# 臨死体験
臨死体験（りんしたいけん、Near Death Experience）は、文字通りに言えば“臨死”、すなわち死に臨んでの体験である。英語ではNear Death Experienceと言い、日本語では訳語が「臨死体験」以外にもいくつか存在している（→#名称・訳語）。
今までの調査を概観すると、心停止の状態から蘇生した人の4〜18%が臨死体験を報告する。現在では医学技術により、停止した心臓の拍動や呼吸をふたたび開始させることも可能になったため、心肺停止から蘇生する人の数は過去に比べて増えている。

## 名称・訳語
名称は英語: Near Death Experienceであり、略称はNDE。訳語はいくつか存在し、「ニアデス体験」「近似死体験」「臨死体験」等がある。
NHKが1991年3月17日にNHKスペシャルで「立花隆リポート 臨死体験〜人は死ぬ時 何を見るのか〜」という番組を放送したのと、立花隆の著作『臨死体験』(1994）が出版されたことにより、「臨死体験」という訳語が広まったとする説がある。
なお、「臨死」とは『萬葉集』の挽歌では人が亡くなる直前を意味し、「臨死(みまか)らむとせし」と訓ずる。『広辞苑』では「臨死」で「死の瀬戸際」とする。医療現場では末期癌患者など、終末期で治療不能患者を「臨死患者」と表現することがある。

## 研究史
臨死体験の研究というのは、欧米では地質学者のアルベルト・ハイムが登山時の事故で自身が臨死体験をしたことをきっかけに行い、1892年に発表し先鞭をつけた。その後、アメリカ心霊研究協会（ASPR）のジェームズ・ヒスロップが1918年に、イタリアの医師ボッツァーノ（it:Ernesto Bozzano）が1923年に、イギリスの物理学者のウィリアム・フレッチャー・バレットが1926年に、それぞれ無関係に研究を発表したものの、その後1970年代までは（ごくわずかの例外を除いて）研究は途絶えた。
1975年に医師のエリザベス・キューブラー＝ロスと、医師で心理学者のレイモンド・ムーディが相次いで著書を出版したことで再び注目されるようになった。
キューブラー・ロスのそれは『死ぬ瞬間』（1975年）で、約200人の臨死患者に聞き取りし、まとめたものである。事例に関する統計や科学的アプローチが行われるようになった。

1982年には、やはり医師（医学博士）のマイクル・セイボムも調査結果を出版した。
1977年にはジョン・オーデットを会長に臨死現象研究会が発足し、これは後に国際臨死体験研究会（IANDS）に発展し、国際会議が開かれている。
1982年に行われたギャラップ調査では、当時のアメリカの臨死体験者の総数は数百万人に及んでいたと推測されている。
1988年のオランダにて、医師ヴァン・ロンメルによる344名の心停止患者を対象とした調査が行われた。そのうち臨死体験を報告したのは18%にあたる62名であり、うち41名が「コア体験者」であった。この結果は2001年に、医学雑誌ランセットに論文として掲載された。
2001年のイギリスでは、サム・パーニアの医療チームが63名の心停止患者を対象とした調査を行った。うち11%の人々が心停止による無意識中の記憶を有していた。
2008年、イギリスのサウサンプトン大学にて、サム・パーニアを主任研究員とした「The AWARE」と呼ばれる過去最大規模の調査プロジェクトが開始された。英国、オーストリア、米国における15の病院内の2060名の心停止患者が対象となり、体外離脱現象の検証などが調査目的とされた。2014年には研究の第1フェーズが終わり、学術誌「Resuscitation」にて結果が報告された。調査された患者のうち330名が心停止から生き帰り、その中の140名(約40%)が心停止中に意識があった事を報告した。

## 臨死体験のパターンと経験者の変化

### 臨死体験のパターン
臨死体験には個人差がある。ただ、そこに一定のパターンがあることは否定できない。
1. 死の宣告が聞こえる
心臓の停止を医師が宣告したことが聞こえる。この段階では既に、病室を正確に描写できるなど意識が覚醒していることが多い
2. 心の安らぎと静けさ
言いようのない心の安堵感がする
3. 耳障りな音
ブーンというような音がする
4. 暗いトンネル
トンネルのような筒状の中を通る
5. 物理的肉体を離れる
体外離脱をする
6. 他者との出会い
死んだ親族やその他の人物に出会う
7. 光の生命
光の生命に出会う。神や自然光など
8. 省察
自分の過去の人生が走馬灯のように見える。人生回顧(ライフレビュー)の体験。
9. 境界あるいは限界
死後の世界との境目を見る
10. 蘇生
生き返る

比較的に文化圏の影響が少ないと考えられる子供の臨死体験では「体外離脱」「トンネル」「光」の三つの要素が見られ、大人よりもシンプルなものであると報告した研究もある。
以下に臨死体験の各要素を詳述する。要素の分類は、レイモンド・ムーディ、マイケル・セイボム、ケネス・リング、ブルース・グレイソン、ピーター・フェンウィック、サム・パーニア、ヴァン・ロンメルらの研究で見られる分類に倣う事とする。

### 体外離脱
臨死体験中には体外離脱現象が起こることが知られている。全身麻酔や心拍停止で意識不明となった時に、体験者は気が付くと天井に浮かび上がっており、ベッドに横たわっている身体を見下ろしたり、ドクターの側で手術中の様子を客観的に眺めている自分に気付く。そうした体験は現実世界以上の強烈なリアリティーが伴うため、幻想ではないと語る者も多い。こうした体外離脱中には幻覚的な体験が起こることもあるが、現実世界で起きた出来事を体験者が後に正確に描写できる事例も珍しくない。
マイケル・セイボムの研究では、臨死体験者たちが体外離脱中に観察した治療室の蘇生場面を描写した結果、専門医のカルテの記述と一致し、研究者のセイボム自身を驚かせている。彼が調査したある臨死体験者は、治療者が行った施術の詳細や、メーター計器の針の数値、道具の色や形、物理的視野に入らなかった物品までもを描写できている。その描写は臨死体験者ごとに個別的で、専門医であるセイボムから見ても間違いの殆ど無いものであった。
キンバリー・クラークによる研究にも同様の例がある。心臓麻痺により病院の2階に運ばれたマリアは、体外離脱を起こし病院から抜け出した後、病院の3階の窓の外にあるテニスシューズを確認し、意識回復後に医師に報告した。医師が確認をしに3階に上がったところ、マリアの描写はシューズの色や形・細かな状態にいたるまで正確であることが判明した。この「マリアとテニスシューズの例」は有名な体験例となった（後に立花隆が、テニスシューズはマリアのいる病室などからは全く見えなかったことを確認している）。
体外離脱中には「天的な世界に入った」後に「何らかの境界線を感じ引き返した」とする証言も多い。また、知覚や感覚の拡大が起こる事も多く「一度に周りの風景を360度見ることが出来た」「生前に手足を切断された者が体験中は四肢を取り戻していた」といった報告をする者もいる(→#全盲者の臨死体験)。

### 光体験
臨死体験が起こると、まず暗いトンネルの中に浮かんでいる自分に気付き、その次に「光」を見るという体験をする者が多い。この「光」は死んだ肉親の姿や宗教的人物の形をとる事もある(→#死者の「お迎え」現象)。
体験者の多くはこの光に包み込まれ、保護されているという感覚を抱く。この「光」は恋人や家族から感じるものとは比較にならないほどの愛情を持っているように感じられるため、遭遇後に精神的な変容を遂げる体験者が多い。ある体験者は「自分のすべてを知りつくされ、理解され、受け入れられ、赦され、完全に愛しぬかれた」と述べている。
日本人の臨死体験者でも「光体験」は多く報告されるが、それはあくまで自然的な光であり、アメリカの臨死体験者と比べて「愛」や「神」としてそれを認識する者は少数であるというデータもある。「光」体験自体には文化を超えた共通性があるが、その解釈については文化的な影響に左右されると推測することもできる。
アメリカのシアトル研究では、150名の臨死体験者に面接調査を行った結果「臨死体験においてもっとも大きな変化を遂げているのは光を体験した人々」であり「光の経験が深ければ深いほど、変化の程度も甚だしい」と結論されている。また子供の臨死体験者のうち88%が光の体験をしていると報告している。

### 人生回顧 (ライフレビュー)
ライフレビューでは、かつての自分の人生の全ての瞬間が強い感情を伴って再体験される。日常では忘れていた過去の全体験がパノラマとなり、瞬時に目の前に再現される。俗に言う「パノラマ体験」「走馬灯」である。ムーディ、リング、グレイソンなどの調査では臨死体験者の約25〜30%がライフレビューを経験している。特に事故や溺死による臨死体験ではライフレビューがよく報告されている。集団意識が強く「個人的なモラル」といった観念が薄い少数民族の文化では、ライフレビューは見られないとした研究もある。
稀なケースとして、体験者である自分の視点だけではなく、かつて自分が影響を与えた他者の視点から出来事を再体験したと述べる者もいる。過去に自分が他人を傷つければ、傷つけられた他者の視点からその体験を味わう。喜びを与えればそれも再体験される。こうした体験により、蘇生後は他者への思いやりや自己への責任感が飛躍的に強まる。かつての他人が当時どういう心境でいたかも全て解るため、たとえ他人に酷い仕打ちを受けた過去であっても、それを許す気持ちが積極的に芽生えるという。
レイモンド・ムーディによれば、この回顧体験には「光の存在」が現れる場合と現われない場合とがあり、前者の方が体験が強烈になる。光の存在は、一切批判も称賛もせずに回顧体験を見守り続け、臨死体験者が生前の自分の行動の是非を光の存在に尋ねると、その行動の動機が愛情によるものであったのかどうか、逆に質問されるという。神による裁きや審判がない、とする臨死体験のこの側面は、各宗教団体の間で激しい議論の対象になってきた。
ライフレビューとは逆の現象として「未来予知」が報告される事がある。臨死体験中に見た出来事が、将来においてその通りに実現したと述べる体験者が複数見られている。この現象自体は第三者による確認は困難であるが、第三者に確認されている唯一のケースとして、研究者のレイモンド・ムーディに関わる例がある。臨死体験の存在を世間に認知させたムーディが最初の著作を発表する前に、ある女性がムーディのもとを訪れた。当時ムーディの名は全く無名のままであったが、その女性によれば、体験中に現れた光の存在が臨死体験の内容をムーディに語るよう指示したという。後に研究者のケネス・リングがこの女性とムーディの妻にインタビューを取り、事実であると確認している。
臨死による人生回顧体験を記述していると思われる歴史的な文献については、パタンジャリにおける2000年前のヨガ文献、「チベット死者の書」「エジプト死者の書」、プラトンによるエルの彼岸への世界の旅の話などが挙げられる。

### 臨死体験後に起きる変化
ケネス・リングやシェリー・サザランドの研究によると、何割かの臨死体験者は、体験後に「他人への同情心が深まり、他人の手助けをしたいという願望が強まった」と回答している。体験前は粗暴で暴力的であった人物が、臨死体験後は他者につくす献身的な人格に変わるという例もある。
ケネス・リングは臨死体験者に起こる変化を以下のようにまとめており、レイモンド・ムーディもほぼ同様の報告をしている。
1. 【人生への評価】
何気ない会話、行動、自然など、日々の生活にある《当たり前のもの》を評価するようになる
2. 【自己受容】
他者からの評価を気にせずに、ありのままの自分を認められるようになる
3. 【他者への気遣い】
他者への思いやりが増大する
4. 【生命への尊敬の念】
特に環境問題や生態系への関心が強まる
5. 【反競争主義】
社会的な成功のための競争への関心が弱まる
6. 【反物質主義】から【精神性への移行】
物質的な報酬への興味は薄れ、臨死体験で起きた精神的変容へ関心が移行する
7. 【知識欲求】
精神的な知識への強烈な渇きを覚えるようになる
8. 【目的意識】
人生は意味に満ちており、すべての人生には神聖な目的があるという意識が育つ
9. 【死の恐怖の克服】
死への恐怖は完全に克服される。死のプロセス自体への恐怖は残る傾向もある
10. 【死後の世界の確信】や【生まれ変わりの存在についての肯定的な信頼】が育つ
11. 【自殺の否定】
12. 【光への信頼】
13. 【自己超越】
小さな自己という殻を破り、宇宙全体へと開かれていく心の成長をのぞむ
14. 【サイキック現象】
ヒーリング・予知・テレパシー・透視などの体験が数多く起こることが確認されている

アメリカに住むある臨死体験者は、自らの変容についてこうまとめている。

### 死者の「お迎え」現象
臨死体験中には死んだ親族などの姿が現れる。レイモンド・ムーディが「光の人物(フィギュア)」と名付けたこの現象については、臨死体験で蘇生した者のみならず、臨終を迎えた者に一定の割合で起こると結論した研究もある。
カーリス・オシスとエルレンドゥール・ハラルドソンらが、1959年にアメリカで行った調査によると、死に瀕した患者35540名のうち、少なくとも1318名が死の直前に何らかの人物の訪れを目撃しており、それを医師や看護婦に報告していた。後にアメリカとインドで行われた2次調査では1708例のうち591例が同様の報告をしていた。出現する人物は、既に死んでいる者(死者)、まだ生きている者(生者)、神話的(歴史的)人物の3つのパターンがあった。具体的には死んだ親族や友人、イエス・キリスト、ヤムラージ等が現れる傾向がある。
こうした「お迎え」体験は、いくつかの点で通常の幻覚とは異なるものであった。まず、死期の迫る者の大半(3分の2)は、まだ生きている者ではなく「死者・宗教者」の姿を見るが、この傾向は健常者の見る幻覚とは正反対である。こうした死者の目的は、明らかに患者を別の存在界に移行させることのように見え、そうした「迎え」の姿を見る患者には、安らぎや歓喜、宗教的感情などが起こる。(こうした傾向も通常時の幻覚には見られない。)そして死者が訪れる際に、あの世的な光景を見る者も一定数おり、死者の幻姿が第三者に目撃されたという例も報告されている(→#臨死共有体験)。
ビジョンの内容と死亡時間には関連性がある事が判明している。アメリカとインドの末期患者471名のうち、62%の者が何らかの人物を見た24時間以内に死亡している。鮮明なビジョンを見た直後に死亡する者が特に多く、逆にとりとめのない幻覚を見たものほど死亡するまでの時間が長かった。幻覚性疾患や薬物の影響、脳の機能異常といった医学的要因と幻視との関連性は、ほぼ見られなかった（ただし傾向的には、そうした幻覚を誘発する機能異常を持っていた患者はとりとめのない日常や生者の幻覚を多く報告したのに対し、意識が正常で見当識のはっきりした患者には「死者のお迎え現象」が多く起きていた）。また、こうした現象は、自分が死ぬと思っていなかった(医学的にもそう診断されていた)が、実際は死の間際にいたという無自覚な重篤患者にも起こる事が判っており、患者自身による事前の予測と実際のビジョンの内容には有意な関係は見られなかった。
2007年に日本の宮城県で行われた調査では、回答者366名のうち、約40%の者が「他人には見えないはずの人の存在や風景」を臨終時の者が見ていた事を確認していた。最も多かったのは「すでに亡くなった家族や知り合い」を見たケースであり、これが臨終時のビジョンの半数を占めていた。

### アジア人の臨死体験
臨死体験研究の多くはアメリカで行われている。後にイギリスやオーストラリアでも調査が行われたが、調査結果はアメリカの臨死体験とほぼ同じ内容を示していた。現在のところ、非キリスト教圏であるアジアでは本格的な調査は殆ど行われていない。
日本では立花隆が243件の臨死体験例を収集し分析している(統計学的な手法によるものではない)。それによると、体外離脱やトンネル体験など、ある程度は欧米の臨死体験と同様の内容であった。ただし日本人の場合は三途の川やお花畑に出会う確率が高く、光体験に出会う確率は比較的低いという結果が出た。同じく、1976年の中国における調査では、欧米とほぼ同じ現象が確認されたものの、光体験や体外離脱体験の頻度はやや低かった。また、昔の日本人の臨死体験には閻魔大王がよく登場したが、現在は殆ど見られない。
スーザン・ブラックモアはインドで12例の臨死体験を収集したが、うち8例が西欧のものと同じだったと述べている。しかし、インドと欧米の体験には相違点も見られている。バージニア大学で生まれ変わりを研究したイアン・スティーヴンソンのグループはインド人の臨死体験を45例収集した。それによると「ヤムラージ」と呼ばれるヒンドゥー教の神が現れる体験が多くを占めた。カーリス・オシスらによるインドでの調査でも同様の現象が見られている。こうした文化による体験の違いについては長く議論の焦点となってきた（→#宗教によるイメージ説）。
文化的影響の少ない子供を対象とした研究から、「体外離脱」「トンネル」「光」の3つの要素のみが普遍的な「コア体験」で、残りは文化的な条件付けを受けた体験であると考える研究者もいる。

### ネガティブな臨死体験
死にゆく者の中には、極わずかな割合で、ネガティブな臨死体験が起こることがある。そうした体験では、体外離脱により地獄的とも言える世界に向かい、自らが発した非常にネガティブな感情を味わう、という例もある。そうしたネガティブな現象は、体験者の「死因」が自殺である事が原因である事もある。ケネス・リングの調査によれば、自殺による臨死体験では「光の世界に入る」などの現象は殆ど見られず、体験は中途で途切れたものとなっている。自殺により地獄的な体験が起こるという研究結果が出たことはないが、多くの臨死体験者は、自殺が成功する場合、その結果は不快なものになるだろうとコメントしている。また、閉じ込め症候群の患者の臨死体験は、「幸福で平和な感情」を報告することが少なく、代わりに「人生の回想」を報告することが多いとされている。
一般的に臨死体験はポジティブなイメージも強いため、ネガティブな体験をした者は、他人に体験を打ち明けることに、より困難を覚える傾向にある。そうした体験者の中には、ネガティブな臨死体験自体を何らかのレッスンと捉え、前向きに解釈する者もいる。ある体験者は、自分本位の人しかいない地獄的な世界に行くことで、「人は他人を助けることでしか幸せになれない」ことが解ったという。カール・ベッカーはこうした臨死体験例が、自殺未遂者へのカウンセリングに有効であったと述べている。また、自殺で臨死体験をした者は、体験の無かった者に比べ、再び自殺を試みる割合が極端に減少する事が知られている。

## 臨死体験に関する解釈や仮説
臨死体験は多様性のある現象であり、様々な解釈や仮説が可能となっている。
サム・パーニアは著書『科学は臨死体験をどこまで説明できるか』で、臨死体験の解釈を「脳内現象説」「心理的逃避説」「スピリチュアル説」の3つに区分している。しかし、これはあくまで大別であり、厳密には「脳内現象説」は「科学的仮説」の一部にすぎない。

### 辞書的な説明
『広辞苑』などの辞書では、「死の瀬戸際での体験のこと。死に瀕して、あの世とこの世との境をさまよう体験」といった説明がされている。

### 科学的な仮説・解釈

#### 脳内現象説
代表的な科学的仮説として「脳に生理学的・化学的な変化が起きて、これが誘発する幻覚が臨死体験になる」という「脳内現象説」がある。この説に対して、臨死体験の全体を説明するまでには至っていないという批判もある（→#脳内現象説への批判）。
臨死体験では主観的で幻覚的なビジョンも現れる。また、欧米やアジアではその体験内容に差も見られるため、それらは客観的な体験とは呼べず、脳内の化学反応が生み出した幻想であるとする見方がある。レイモンド・ムーディが収集したエルヴィス・プレスリーが現れた体験例は、幻想の証拠として有名になった。また、子供の臨死体験には、まだ生きている者が登場する頻度が高いことを明らかにした研究もある。
臨死体験で起きる人生回顧現象については臨死時に限らず、交通事故や高所からの転落中など、危機的な状況にもよく起きる現象である。これは生命の危機を感じた脳が生存に役立つ情報を検索しているという説が唱えられている。臨死体験者の人格に長期的な変化が現れる現象は、体験者の脳に組成的な変化が起こったためだと推測出来る。
以下の解釈は大別すれば脳内現象説に属するものである。

##### エンドルフィン説
臨死体験は、鎮痛作用と快感作用をもつ脳内麻薬物質であるエンドルフィンの分泌により起こる、という解釈がある。立花隆は臨死体験の数ある要素のうち「幸福感」や「恍惚感」についてのみエンドルフィンが関わるのではないか、と推測している。
低酸素症患者を対象にした実験では、血中の酸素濃度が下がるほど、エンドルフィン値が上がる事が明らかになっている。この事は死の間際にエンドルフィン値が上がる事を示唆している。

###### エンドルフィン説への批判
エンドルフィンの効果はゆっくり薄れていくため、多くの臨死体験者が「体外離脱中はまったく痛みを感じず身体に戻った瞬間に痛みが復活する」と報告している点を、エンドルフィン説では説明できないという問題がある。エンドルフィンの無痛状態は最大で数十時間続くが、臨死体験では無痛状態が数分で終わる。エンドルフィンでは注射針を刺された腕の感覚などの微細な感覚を患者は知覚できるが、臨死体験においてはそうした感覚すら残らない。
また、注射により人工的にエンドルフィンを注入すると患者の意識は曖昧になり、臨死体験時の意識のように覚醒することはない。痙攣大発作を起こす患者のエンドルフィン値は非常に高く、しばしば発作後もそれを保っていることが明らかになっているが、患者は幸福感どころか疲労感しか報告しない。心地良さを伴わない「ネガティブな臨死体験」ではエンドルフィンはそもそも関与していないとも考えられる。

##### 酸素欠乏説
死に瀕した人の脳に供給される酸素の濃度が低下すると、低酸素に陥った脳の働きにより幻覚が生まれるという説がある。また、視覚野のニューロンが活性化し、幻覚や光の点、トンネルが見えるのではないかと推測する研究者もいる。

###### 酸素欠乏説への批判
血中酸素が低下してきた患者が、必ず光の点やトンネルを見るという事実はない。酸欠状態にある患者はひどい興奮状態にあり、錯乱していることが多く、臨死体験の意識状態とは対極である。低酸素状態では人の意識能力は低下するため、臨死体験時に「明晰な意識」がある事や「鮮明なビジョン」を見る事を説明できない。実際に酸欠時の人の意識を調査した実験があるが、いずれにおいても人の知覚や思考能力などは格段に低下している。
こうした批判に対して、スーザン・ブラックモアは、酸欠にも様々な分類があるため、酸素が中くらいの速度で減っていく場合にのみ臨死体験が起こるのではないかと反論している。
しかし、こうした酸欠説の問題点は、臨死体験は酸欠でない状況でも起こるという事である。重症ではない病気や、日常で起こる臨死体験の場合、酸素濃度は正常だと考えられる。臨死体験は、酸欠により昏睡に陥る前の意識がはっきりした患者からも報告される。また、酸素欠乏でない状態の方が臨死体験が起こりやすいことを示唆した研究がある。
後頭葉が酸素不足になった時に見える光の点は、「スポットライトが少しずつ弱まり最後には消える」といった類のもので、最終的には暗闇に至るものである。酸欠で起こるトンネルも同様であり、あるパイロットは、高高度を飛行した際に無酸素症に陥ったが、酸欠によるトンネルと臨死体験のトンネル体験には共通点が何もなかった、と証言している。

##### Gロック説
ジェット戦闘機のパイロットは、飛行中に大きな重力がかかる事により、脳への血流が低下して酸欠状態になり失神する事がある。この「Gロック」と呼ばれる現象において、網膜が反応してパイロットの周辺の視野が徐々に失われ、視覚が狭まっていく「管状視野」と呼ばれる視覚障害が起こるが、これが臨死体験のトンネルだとする解釈がある。
一部のパイロットは多幸感や幻覚、浮遊感があった事も報告しており、ウェスト・テキサスA&M大学の教授ジェームズ・ウィネリーは、臨死体験と類似したGロックのケースが3件あったと述べている。

###### Gロック説への批判
臨死体験で起こるトンネル現象は「体験者が身体から浮かび上がり、トンネルの中を進んで光に出会い、帰還を決意すると再びトンネルを通り身体に戻る」といった類のもので、酸欠やGロックで見られるような単なる視覚的な欠損とは異なる。発展した文明社会においては、構造化されたトンネルの出現が報告される事もある。一部にはトンネル体験が報告されない地域があるが、生理学的な要因がトンネルを作るなら世界中で報告されるはずである。
Gロック中に幻覚が現れる事もあるが、これは睡眠中の夢に近いもので、ライフレビューや近親者との再会などの臨死体験の諸要素は見られない。逆に意識の混濁や記憶喪失など正反対の症状がみられている。

##### 高炭酸症説
「臨死体験は血流中の二酸化炭素の濃度が高まることが原因で起きる」とする説がある。こうした条件では幻覚が起こる事が知られている。
精神科医であるL.J.メドゥナによる二酸化炭素(炭酸ガス)を用いた治療では、患者が非常にリアルな幻覚を体験している。その中には身体から遊離した感覚を覚えたり、神秘的な合一感を経験した者もいた。

###### 高炭酸症説への批判
メドゥナの研究以来、二酸化炭素の上昇が精神に及ぼす影響について多くの研究が行われてきたが、臨死体験が起きたという報告はない。また、メドゥナの実験では、知覚の著しい歪みや恐怖感。幾何学模様や楽譜の幻覚など臨死体験とは無関係の症状も見られている。
実際の手術中に心停止が起きた場合には、患者には酸素が送られ二酸化炭素の増大を防ぐ措置が取られる。多くの場合、高炭酸症は低酸素症を伴うため、混乱や見当識の喪失、急速な失神を引き起こすが、これは臨死体験とは正反対の症状である。高炭酸症で起こる「痙攣」などの症状も臨死体験では見られない。
スロベニアのマリボル大学にて、ザリーカ・クレメンク・ケティスが患者52人を対象として行った研究では「臨死体験をした患者は、体験しなかった患者に比べて、血中の二酸化炭素濃度が著しく高かった」という結果が出ている。これは高炭酸症説を支持する結果である。イギリスで行われた調査ではこうした関連性は見られていない。また、幾人かの研究者が、酸素不足(ハイポキシア)も二酸化炭素の増大(ハイパーカプニア)も見られなかった臨死体験者がいた事を報告している。
こうした酸欠説や高炭酸症説で用いられるデータは、あくまで末梢血のものであり、脳内の血中濃度を直接に測定した数値ではないので注意が必要である。

##### 薬物説・脳内幻覚物質説
臨死体験と幻覚剤を使用した時の精神状態には共通点がある。幻覚剤などの物質が脳に作用して幻覚を引き起こすということは、脳に何らかの幻覚物質が内在する事実を示唆しており、これが臨死体験の原因であるとする解釈がある。例えばケタミンを使用した際には体外離脱的な感覚が得られるとされる。
ケタミンの他に、自然界で発生するジメチルトリプタミンという幻覚剤が臨死体験を生み出すというモデルも提案されており、実際に「時間や空間の感覚の変容」や「自我の溶解」などの臨死体験での主要な現象が多く発生することが確認されている。

###### 薬物説・脳内幻覚物質説への批判
幻覚剤により起こる幻覚と臨死体験に起こるビジョンとでは異なる点が多い。幻覚剤体験はかなりの割合で「不快な体験」であり「不安や恐怖」を引き起こすものだが、臨死体験はその逆である。幻覚剤では人の知覚作用に歪みが生じ、体験者自身も「これは正常な体験ではない」と認識する事が多い。しかし臨死体験では逆に普段よりも精妙で澄み切った意識になるため、日常の現実以上の体験になると述べる者が多い。一般的に言えば、幻覚剤体験は精神異常時の体験に近く、臨死体験は精神正常時の体験に近い。
また、幻覚剤体験の内容は人により千差万別であるが、臨死体験ではその体験の中核の要素に共通性がある。ある調査では、何らかの薬物を処方されていた臨死体験者は全体の14%に過ぎなかった。薬物投与はむしろ臨死体験を妨げるのではないか、とみる研究者が多い。
ジメチルトリプタミンにより引き起こされる幻覚も、細かな点では臨死体験と異なる部分があった。例えば、「帰還不可能な地点への到達」や「人生の回想」などの要素はジメチルトリプタミンによる幻覚ではあまり現れないが、臨死体験では多く見られる。
ケタミンで起こる体外離脱と思しき感覚は、自己像幻視と呼ばれる「自分が二人になる」感覚であり体外離脱とは異なる。また、臨死体験のような物語性のある体験も引き起こさない。特に、知覚の歪みや万華鏡のイメージ、化け物の幻覚などが特徴的に見られ、多くの体験者は疲労感を訴えている。こうした懐疑的な見方もある一方で、一部の体験者は臨死体験と似た現象が起きたと語っている。

##### 宗教によるイメージ説
臨死体験の内容には共通性があるが、欧米とアジア文化圏では内容に違いも見られる事から、宗教による脳内イメージによるものとする解釈がある。アメリカとインドでの比較研究では、その体験内容の違いが一部は宗教に、一部は国民性に起因していた。
ただし、宗教的な臨死体験者をした者が、後に既成の宗教を離れる傾向がある事、キリスト教文化圏で神の審判、地獄や煉獄などのイメージが殆ど現れない事などは説明が難しい。レイモンド・ムーディは最初の著書の中で「宗教的教育の中で期待するように導かれてきたものと、実際の臨死体験がいかに違っていたかを、多くの人達は強調していた」と記している。自らの信仰に反する体験を報告した者も少なくなく、無信仰である共産主義国で宗教的な体験が報告された例もある。文化・宗教的にはこの世とあの世の仲介に立つはずの牧師やバラモン、ラビ等が頻繁に現れてもおかしくないはずであるが、そうした例はほぼ無い。日本文化においては、共に衰退したはずの「閻魔大王」と「三途の川」のイメージが、後者だけ現れるのは何故かという謎が残る。
臨終時のビジョンが、仮に宗教による迷信に基づく現象であるとすると、高等教育を受けている者ほど死者や宗教的人物の姿を見なくなる事が予想されるが、実際にはそうした関連性は見られなかった。セイボムやリングによるアメリカ国内における調査では、宗教的信念と臨死体験の間に相関関係は見られなかった。宗教性は、臨死体験そのものではなく、「体験の解釈」に影響があるとされた。

##### レム睡眠侵入説
ケンタッキー大学のケビン・ネルソンは、瀕死の脳が危機状態になった時に起こる「レム睡眠侵入」という睡眠障害が臨死体験の原因だと述べている。レム睡眠侵入が起こると意識が覚醒と睡眠の中間状態になり、この時に多くの人は夢を見る。その最中に感情、記憶、イメージが鮮明になるのではないかという。ネルソンの研究では55人の臨死体験者のうち60%がレム睡眠侵入を経験していた。

###### レム睡眠侵入説への批判
レム睡眠侵入で起こる現象は恐怖体験が主であり、トンネル体験やライフレビューなど臨死体験の諸要素は見られない。レム侵入が起こりえない条件（レム睡眠を抑制する薬剤を服用した状態など)でも臨死体験は起こる。そもそも「レム睡眠侵入が臨死体験を起こした」のか「臨死体験がレム睡眠侵入を起こした」のか因果関係が不明瞭である事、などが指摘されている。
ある脳外科医は、レム睡眠侵入が起こるには大脳新皮質の機能が必要だとし、この現象が自身の臨死体験の原因である事はあり得ない、と否定している。

##### 脳の再起動説 (虚偽記憶説)
意識不明により一時的に機能停止していた脳が、意識を回復する際に、古い記憶を放出する事がある。この記憶が臨死体験であり、意識が回復する際の記憶を、無意識中の記憶と取り違えたとする一種の虚偽記憶説である。
しかし、この説のように、臨死体験の原因を「記憶」に帰してしまうと、個人が持つ記憶を超えて臨死体験に共通性が見られる事への説明が困難となる。臨死体験についての知識を事前に持たない者ほど臨死体験をしやすい傾向があり、特に初期の研究では、「臨死体験」という概念やイメージが世間に定着していなかったにもかかわらず、共通性のある体験が報告されている。臨死体験は1975年のムーディの著書により有名となったが、その出版以前に起きた24例の臨死体験でもほぼ共通の要素が見られている。また脳の再起動で蘇った記憶は混乱したものとなり、臨死体験のような物語性のある一貫した記憶にはならない。

##### 出生時記憶説
臨死体験は体験者が赤ん坊であった時代に産道(トンネル)を通り、この世に生まれ出た時の記憶が原因ではないかとする、スタニスラフ・グロフやカール・セーガン等により唱えられた説である。
しかし実際の出生時記憶では、狭い産道に押し潰されそうになりながら産まれる、という苦痛の体験が多く報告されており、それは「広大なトンネルの中を進む」とするような臨死体験の内容とは合致しないという指摘がある。また、誕生時記憶では、トンネルを抜けた先に出会った人物を「光の存在」など超越的な者として認識したという記録がない。

##### 側頭葉てんかん説
死にゆく者の右側頭葉にてんかん性の異常な放電が生じ、これが神秘体験に似た幻覚を生み出すという説がある。ワイルダー・ペンフィールドによる研究では、右側頭葉にあるシルヴィウス溝へ電気刺激を行う事により人工的に起こされた側頭葉発作が、患者に「体外離脱の感覚」や「知人との邂逅」「人生のパノラマ回顧」などをもたらしたと報告されている。
ローレンシアン大学のマイケル・パーシンジャーによれば、臨死体験で起こる現象と、側頭葉の信号には相関関係がある。側頭葉にトランジェント電位と呼ばれる特殊な電位が観測されると「側頭葉てんかん」が起き、これが臨死体験になるという。側頭葉てんかんにおいては、「哲学的になる」「愛情深くなる」といった効果が起こり、超常現象体験も増えると言われている。パーシンジャーの調査した臨死体験者のうち30%に辺縁系てんかんの跡が見られた。パーシンジャーは、こうした体験は病理的なものではなく、強力な治癒効果などを発揮するため大切にするべきと述べている。
また、マイケル・パーシンジャーは「ゴッドヘルメット」と呼ばれる装置を開発し、これで頭部を電磁波で刺激する事で、臨死体験の全ての要素を再現できたと報告している。
スイスのオルフ・ブランケの実験では、脳の右角回(右状角回)、あるいは側頭葉と頭頂葉のつなぎ目である側頭頭頂接合部を電気刺激した結果、体外離脱感覚を得られた患者がいた事が報告されている。
臨死体験後には「側頭葉が膨れ上がった」感じがあり、脳に構造的な変化が起きた実感があったと語る体験者もいる。「天国的な音楽を聴く」「空間や時間間隔が変容する」という体験は、右側頭葉の機能で説明できるという見方がある。

###### 側頭葉てんかん説への批判
側頭葉発作が起きなかったにもかかわらず、臨死体験が起きたケースが存在する。（→#パム・レイノルズのケース）
様々な症状を伴う「てんかん発作」は、古代より「神聖病」と呼ばれ、悪霊の仕業とも神がかりな状態だとも言われてきた。歴史的には紀元前5世紀の時点でヒポクラテスが、「神聖病」は聖なる現象ではなく他の病気と同様に自然な原因がある、と述べている。現代においては、複数の研究者が臨死体験と側頭葉発作(側頭葉てんかん)は一見すると似ていても、詳細に比較検討してみると内容が異質のものであると指摘している。
ミシガンてんかんセンターの医療部長であるE.ロディンによれば、臨死体験者のような平和で至福に満たされた境地は、実際のてんかん患者からは報告されていない。例えばマイケル・パーシンジャーは側頭葉や扁桃核の活動が体外離脱や人生回顧をもたらすと結論しているが、ロディンによれば側頭葉の扁桃核を刺激した場合は、喜びどころか恐怖感が出てくる。また、ワシントン大学のV.M.ネップは「幻臭」に注目し、臨死体験に現れる匂いは良い匂いなのに対し、側頭葉てんかんの場合は臭い腐敗臭であると指摘している。医師であるデニス・ウィリアムズは「認知とは統合的な機能なので、てんかん発作では感情や気分の幻覚が起こっても、思念の幻覚が起こることはない」と述べている。しかし臨死体験では思考がはっきりしていて複雑な場合が多い。

側頭葉や大脳辺縁系の活動が異常に高まり、その結果として臨死体験が起こるなら、記憶喪失や自動症、異常知覚やパニック発作の前兆など他の要素も見られるはずである。特に側頭葉は記憶を司るため、内側頭葉を含む発作は記憶喪失を伴うが、臨死体験は逆に鮮明に記憶され、数年あるいは20年に渡って、改竄されないまま体験者の記憶に鮮明に残り続ける事を、複数の研究が明かしている。
頭部を電気刺激して起こる体験についても同様に疑問視する声もある。オルフ・ブランケの実験では、意識が浮遊すると共に自分の下半身のみが見え、その脚が短くなり顔の方に移動する、という幻覚が報告されており、臨死体験における体外離脱とは質的に異なっている。こうした「オートスコピー」とも呼ばれる幻覚は、正常な知覚を伴っていない点で体外離脱とは異なるものだという指摘もある。。側頭頭頂接合部が刺激されることにより感覚統合が失われ、意識が体位感覚や空間見当識を失った状態が体外離脱の正体だ、という見方もあるが、電気刺激で起こる現象がこれだと考える事も出来る。
ワイルダー・ペンフィールドが起こした神秘体験は「過去の記憶が生み出す幻覚」とでも言うべきもので、患者自身も記憶によるものだと認めており、ペンフィールド自身も取り立てて重要な意味を持つものだと考えていない。彼の著作で見られる現象は、恐怖や不安感、断片的で歪められた知覚や記憶の想起が主な内容であり、それらは臨死体験とはかけ離れている、とも指摘されている。ペンフィールド以降の研究でもほぼ同様の現象がみられており、1978年に研究者のエリック・ハルゲンは約3500回にわたって側頭葉の刺激を行い、うち267回で何らかの現象が起きたと報告した。それは幻覚や不安、曖昧な知覚や記憶喪失など、パーソナリティと結びついた風変わりな現象だったと述べた。
2000人のてんかん患者を対象に研究を行ったデニス・ウィリアムズは、てんかん発作が患者に何らかの感情を起こしたとしても、その91%は恐怖心や抑うつ、不満感であったと報告した。残りの9%の患者は「楽しさ」を報告したが、それらは心臓の鼓動や腹部の気持ちよさ、口の中の幻味などの、何らかの「体感」と結びついていた。それらの要素は臨死体験では見られない。
マイケル・パーシンジャーの「ゴッド・ヘルメット」による実験は、当初「臨死体験のすべての要素を再現した」と喧伝されたが、後の報告では、痛みや恐怖感、幻臭や幻味の体験が中心となっているため、誇大広告だと批判も受けている。また、2004年に第三者の手により行われた検証実験では、ヘルメットをかぶせるだけで電気刺激を与えなかった被験者が「不思議な体験」を報告する割合は、電気刺激を与えた被験者が報告する割合とほぼ同じであった。また、パーシンジャーは実験前にあらかじめ起こりうる体験を被験者に暗示させていた事もあり、ゴッド・ヘルメットの効果は心理的なものだったのではないか、とする意見が出ている。
側頭葉てんかんに限らず、特定の生理学的状態が臨死体験と似た幻覚を起こすことがあるが、いずれも断片的でランダムなものである(例えばペンフィールドが起こした「過去の出来事の想起」は、特に重要でもない出来事がランダムに思い出されるという内容である)。それらは臨死体験のような首尾一貫とした物語性を持っておらず、長年にもわたる精神上の変容や死に対する恐れの消失を体験者に生じさせることは殆ど無い。そして側頭葉発作で起こる幻覚には、臨死体験のような共通性がなく、脳への電気刺激が、死者とのコミュニケーションをもたらした事も無い。
こうした批判に対して、「断片的な体験は臨死体験でも起こり得る」「そもそも電気刺激実験と臨死体験では患者の置かれている状況が異なるので一概には比較できない」といった反論もある。

#### 脳内現象説への批判
ある立場からは“唯脳論仮説”と呼ばれる解釈には、科学者や医師からも批判がある。彼らの主張によれば臨死体験では、従来の科学な理論の枠組みでは起きえない現象が起きているので、これを説明できる「新しい理論を考え出す時期に来ているのかも知れない」とも指摘されている。
臨死体験が起こる条件は決して単一ではない。全身麻酔時だけでなく、様々な要因による心肺停止時や、異なる怪我による重症、はては日常生活においても起こる。それぞれ異なる脳の状態にあったと思われる体験者が共通性のある体験を報告する事実が、解釈仮説の構築を困難なものとしている。
臨死体験中に幻覚が起こる事もあるが、コア体験者たちはそうした幻覚と臨死体験は明確に違うものであったと断言している。そうした回答者の中には、事前に幻覚の経験があったため比較検討が出来る機会にあった者や、幻覚の性質をよく知る精神科医なども含まれている。同様に、臨死体験は「夢」とも全く異なるものであるとも彼らは語っている。
ベルギーのリエージュ大学の研究では、臨死体験の記憶には「実際に起こった出来事についての記憶に本来固有であるような体験的な性質」が、(「実際に起こった出来事についての記憶」よりも)多く含まれることが認められた。この事から、臨死体験の記憶は、脳内で生成された架空の出来事についてのものではなく、「実際の知覚」に基づき生成された記憶である可能性が示唆された。

##### 体外離脱現象の解釈
脳内現象説に否定的な主張では、体外離脱の存在が論拠に挙げられる事が多い。
体外離脱が脳内現象ではない、と考えられる根拠は主に2種類の事例による。1つは体外離脱中に、通常の手段では知りえない情報を知覚できたケースが多々ある事である。体外離脱中に面識のない者と出会い、意識回復後にそれが自分の親族であった事が判明するケースや、体験者本人が知らない情報を死んだ親族から伝えられるケースなどがこれに当たる。特に、臨死体験中に出会った人物が実世界では死亡していた、という事を意識回復後になって知る事例が多数あり「ピーク・イン・ダリエン・ケース」とも呼ばれている。
もう1つは、心拍停止や全身麻酔で意識不明下にある者が、「意識が身体から抜け出した」最中に見た光景を（意識回復後に）詳細に描写できる、という点がある。北テキサス大学教授であるジャニス・ホールデンは、1975年から計37名の著者により書かれた論文や学術書内の臨死体験のケースを107例分析した。いずれも体外離脱中に見られた光景の正しさを、研究者が後に検証しようと試みたケースであった。一つでも描写のディテールに間違いがあると不正確である、とする最も厳密な基準をもってしても、不正確と認定された体外離脱のケースは僅か8%だった。
こうした現象については別の解釈もある。手術中に全身麻酔をかけられていた患者が、麻酔が不十分だったため意識が半分残り、周囲の出来事を記憶していたという現象がある。(こうした麻酔不足が起こる確率は0.1〜0.3%である。)こうした例では後に催眠によって患者に聴覚などが残っていたことが明らかになる場合が多い。こうした「半意識的覚醒」が体外離脱の正体であり、患者には聴覚が残っていたため、そこから得られた情報で、記憶を後で組み立てたのではないかとする解釈がある。
しかし、マイケル・セイボムはこの説を否定している。それは以下のような理由である。(1)臨死体験者が詳細に描写した内容は、蘇生者によって口にされなかった事柄も含まれていたり、そもそも周りに会話をする者が誰もいない状況でも起きていた事から、視覚的にしか確認され得ないものであった。(2)「半意識的覚醒」状態では、患者は安らぎの感覚ではなく恐怖感や悪夢を報告している。また、詳細な視覚的報告も、体外離脱の感覚も報告していない。(3)実際に半意識状態で聴覚が残っていた臨死体験者が、両者の知覚は全く違うものであったと述べている。また、セイボムが収集した事例には、心停止後3時間にわたって続けられた手術の全容を報告できた例などがあるが、聴覚だけを頼りにこれらの記憶を再構築する事は難しいとも考えられる。
イギリスの研究者ペニー・サートリもセイボムと同様のケースがあった事を報告している。サートリは集中治療室で起こる臨死体験を5年間にわたり研究した。その結果、心停止からただ蘇生しただけで体外離脱を報告しなかった対照群の患者たちは、医師による蘇生プロセスを(TVから得られた情報などで)誤って推測したのに対して、体外離脱を報告した患者は蘇生プロセスをより正確に描写した。セイボムもほぼ同様の比較実験を行い、同じ結論を得ている。

###### アラン・サリバンのケース
立花隆によるアメリカでの調査では、心筋梗塞の発作を起こして病院に担ぎ込まれた男性(アラン・サリバン)が、意識不明中に体外離脱を経験し、後に手術中の様子を描写している。サリバンと担当医は手術後に顔を合わせておらず、初検証は立花隆の立会いの元で行われた。
サリバンは心臓手術に精通していなければ知らないはずの施術や器具の詳細に留まらず、手術中に当時の習慣で治療者が履いていた靴、担当した医師のクセなども描写できた。サリバンの描写は担当医に否定された点も1か所あったが、後にサリバンの描写の方が事実であったと判明し、「報告の辻褄合わせ」説も却下された。手術中のサリバンの視覚はアイパッチとテープにより塞がれていた。

##### 全盲者の臨死体験
エリザベス・キューブラー＝ロスにより、かつては盲目であった患者が臨死体験中に視力を取り戻し、体験中に病室などで起きた出来事を詳しく描写したという例が報告された。しかし、そうしたデータの再検証は不可能であった。医師であるラリー・ドッシーは自著「魂の再発見」の中で、同じくこのような患者がいたと証言しているが、こちらは実際には寄せ集めの情報で作った架空の人物であることがわかっている。初期の研究者であるデンバーの心臓医Fred Schoonmakerは、盲目の臨死体験者が「視た」事例が3件あったと述べているが、研究を正式に発表していない。「盲目の臨死体験者」は長い間にわたって都市伝説的な存在であった。
1994年から3年にわたり、研究者であるケネス・リングは目の不自由な臨死体験者約31人にインタビューをとり、回答者の80%が臨死体験中に視覚的な体験をしていた事を認めた。被験者のうち14名は生まれながらの全盲者であった。そうした全盲者は視覚野が発達していないため、目が治療されても直ちに見えるようになる訳ではない。5歳以前に失明した全盲の人は視覚イメージをたとえ夢の中でも一切持つことはなく、5歳以後に失明した全盲者の場合には視覚イメージはしばらく残るが、年と共に消えていく。ある体験者は、生涯で見る事の出来た瞬間は臨死体験の間だけだったと述べている。

###### Nancyのケース
カリフォルニアに住むNancyは、1991年に胸の癌腫瘍のために生体検査を受けた。ここで医師が大静脈を切り，縫い付けるというミスを犯したために、Nancyは目が見えなくなった事に気付いた。Nancyは担架に乗せられて運ばれたが，運搬者が慌てていたためにエレベーターのドアに担架をぶつけてしまった。この瞬間、Nancyは体外離脱をして浮上し、下に蘇生機を付けている自分の身体を見た。そして近くのホールでは彼女の元夫と現在の愛人が，共にショックを受けて立っている姿などが見えた。
この時にNancyが目撃した情景は、後にケネス・リングとSharon Cooperにより検証され、細部まで正確な描写であったことが判明した。医療記録から見て、体外離脱を起こした時間に、Nancyが完全に失明していたことは明らかであった。Nancyは生まれつきの全盲者でないため、担架がドアにぶつかった瞬間に視力が戻ったり、透視能力を発揮したという可能性までは否定できないが、その場合は、体外離脱をして「上から」見ていた理由を説明できない。ただしこのケースでは、Nancyが(体外離脱以外の)他の手段を用いてまで当時の状況を知り得たか、という点までは検証されていない。

##### 心停止(脳波フラット)時の臨死体験
心停止後に脳波は約15秒でフラットになるため、脳波計(EEG)がフラットである最中に患者が臨死体験をしていたと思われる事例も存在する。患者が夢を見ていたり、視覚や聴覚を働せていれば、それは脳波の動きとして反映される筈である。この「脳波フラット時の臨死体験」をめぐり、多くの論争が起きている。
主な論点は2つある。1つは「本当に臨死体験は脳波がフラットの最中に起きていたのか」という点であり、これは臨死体験の「タイミング問題」とも呼ばれる。殆どの臨死体験のケースは、実際に体験が起きた時間が不明であり、体験者の体感や研究者の推測に拠るほかないため、脳波フラットの時間に臨死体験が起きていた事は証明できない、という批判がある。ここで最も頻繁に唱えられている説は、脳がまだ機能している瞬間の記憶、つまり「意識を失いつつある瞬間」か「意識を取り戻した瞬間」である心停止前後の記憶を無意識中の体験と錯覚したのではないかというものである。心理学者のクリス・フレンチによれば、臨死体験ではライフレビューに見られるように時間感覚の変容を伴うのが一般的なため、そうした一瞬の間でも体験が起こり得るという。
しかしサム・パーニアやピーター・フェンウィックなどの研究者はこの解釈に否定的である。前者であれば、通常は心停止後に脳損傷による記憶喪失が起こるため、何らかの体験が起こっても蘇生後にそれらを思い出す事は難しい。(記憶喪失の時間の長さは脳損傷の程度を測る目安にもなる。)後者については、脳が混乱状態を経て意識を回復する時に臨死体験のような明晰で秩序だった意識状態を生じるとは考えにくい、と述べている。単なる失神からの回復であっても意識は混乱した状態になるため、脳が酸欠で損傷する心停止の状態であれば尚更だという。
多くの臨死体験者は、体験は意識の回復途上ではなく無意識の最中に起こったようだと考える。そして実際に心停止中の病室の情景を描写できる患者たちがおり、そうした描写は医療チームなどの検証を受けている。2008年より開始された大規模調査であるAWARE-Studyでは「脳機能が活動していないであろう時間に意識があった事を証明できた」ケースもあったため、臨死体験は心停止「前後」ではなく、心停止中に起きている可能性が高いと結論されている。逸話的なエピソードも含めれば、心停止患者が蘇生後にする体外離脱の報告は、しばしば描写が数十分に及んでいる事がある。それが事実であれば、心停止中の前後に起こった短期的な脳の活性化ではタイミングが合わない可能性があるため、今後更なる検証が求められる。
また、脳内現象説で見落とされがちであるのは、混乱状態にある瀕死の脳がいかにして現実以上にクリアーで明晰な体験を生み出すのかといった問いである。心拍が停止すると、酸欠や高炭酸症、ドラッグや代謝変化や発作が、脳の生理状態を強く混乱させる。脳への血流は途絶えるため脳は著しく損傷し、やがて脳幹の機能も停止し、大脳皮質も機能停止状態になる。心停止後に脳機能は急速に衰えていく。しかし臨死体験者が報告する「明晰な意識」や「論理的思考」「時系列に沿った記憶」「鮮明な視覚」などの精神活動自体、脳の多くの領域が関与している筈である。脳機能局在論から言っても、思考プロセスは1つのエリアではなく沢山の違った皮質エリアを介在して成り立つため、全体的に混乱した状態の脳が鮮明な意識体験を生み出すとは考えにくい。しかし心停止中の患者は、明晰な意識が本来あるべきではない時間に明らかに混乱しておらず、明晰さや注意力が増大していたと報告している。
2つ目の論点は「脳波がフラットの最中に臨死体験が起きる事は本当に不可能か」という点である。ある神経学者は、脳波がフラットの最中に、脳が臨死体験を生み出す可能性は「極めて低い」と端的に述べているが、一方で「脳波はあくまで大脳皮質の表面的な活動の現れであるから、脳波がフラットであってもわずかな脳活動が残る可能性は排除できない」という指摘もある。この指摘に対し、医師ヴァン・ロンメルは、以下のように応答した。
こうした中で注目されている仮説が、心停止後の脳内で神経活動のバーストが起きているというものである。2013年に発表された米ミシガン大学の研究論文によれば、マウスを人工的に心停止させて観察した脳電図は、心臓が停止後30秒間、脳の活動が通常より急増し、精神状態が非常に高揚していることが判明している。またワシントン大学のLakhmir Chawlaは、死亡直前の7人の患者から30秒〜3分間にわたる活発な脳波が検出できた事から、酸素欠乏状態の脳が電気サージ現象を起こすのではないかと述べている。(このサージ現象自体はどのようにも解釈できる上に、7人の患者は全員、臨死体験を報告せずに死亡している事から、Chawla自身は臨死体験との間に何らかの関連性がある事を指摘するに留めている。)
しかし全身麻酔下で手術を受けている心停止患者の脳には、心拍停止後の数秒には既に計測可能な反応はない。こうした患者が意識を保つためには、心停止と全身麻酔という2つのハードルを越えねばならない。
一方で、脳の表面的な計測には現れない、脳の深層である皮質下の活動のみで臨死体験を説明しようと試みる者もいる。Jason Braithwaiteによれば、海馬や扁桃体の働きのみで、大脳皮質が関与しないまま有意味で複雑な幻覚が起こり得るという。しかし皮質下の脳機能のみでは、臨死体験のような双方向的で複雑な体験は成立しない、という見方も強く、高度な意識が脳の深層構造の働きにより生み出される事を説明するモデルは、近年の神経科学には未だ無い。また、電極を脳の深部に埋め込んだ動物実験では、心停止後の大脳皮質の活動停止は、脳の深部の活動停止(または減退)も招くことが示されている。

##### 脳の機能停止(低下)状態における臨死体験
脳内現象説では説明が難しい現象の代表例として、脳の機能が停止(あるいは極端に低下)している最中に患者が臨死体験をしていたという事例が存在する。以下は代表例である。

###### パム・レイノルズのケース
最も詳細な医学的データが残されたケースとされる。当時34歳であったパム・レイノルズは「低体温循環停止法」と呼ばれる治療を受けた。この治療では患者の体温を15.5度にまで下げたうえで、心拍と呼吸を停止させ脳波を平坦にし、頭部からの血液を抜き取ったうえで、脳幹の動脈瘤の摘出を行った。パムはこの手術中に臨死体験をした。

###### エベン・アレグザンダーのケース
ハーバード大学の脳外科医であったエベン・アレグザンダーは、2008年に昏睡状態となっている間に臨死体験をした。体験後にエベンが自身の脳の状態を調べた結果、7日間の昏睡状態の間にエベンの脳の大部分は機能停止していた事が判明した。
特にエベンの大脳皮質は機能していなかったため、幻覚を見る事すらできない状態であった。エベンの臨死体験では鮮明かつ複雑な内容の映像も現れたため、「脳幹による幻覚説」でも説明がつかない。「一時的に機能が停止していた脳が意識を回復する際、それまでの古い記憶が支離滅裂に放出された」とする「脳の再起動説」も検討されたが、エベンは昏睡状態中の病室の様子を一部記憶していたため、この説も否定された。最も印象的な例は、エベンには一度も面識もなく顔も知らないまま他界した実の妹が存在したが、臨死体験中に対面した女性がこの妹であったという（エベンは臨死体験後に両親から渡された顔写真を見て、初めて実の妹の顔を確認した）。
このエベンのケースは、もともと臨死体験などに否定的であった著名な脳外科医が、臨死体験を経て、それが死後の世界への来訪であるとして肯定的な認識に転じた例として有名になった。後に、エベンの昏睡は麻酔により引き起こされたものであり完全な無意識状態とは言えなかった、とする「暴露記事」がweb上に掲載される騒動が起きた。しかしエベンの担当医師は記事の内容に否定的であり、実際の昏睡状態で起きた反射的な発作を、意識があった証拠と取り違えた記事である事が指摘されている。

###### 脳損傷時の臨死体験
ピーター・フェンウィックは、頭部に重傷を負い、脳機能が混乱状態に陥っている中で臨死体験が起きたというケースを自著で3例挙げている。
重大な損傷を受けた脳が、鮮明で首尾一貫とした体験をしたとは考えにくく、仮に無意識下で何らかの意識モデルが脳で作られたとしても、それらのモデルは断片化され、ランダムで不鮮明なはずであり、臨死体験のように整合性のある物語体験とはならないと考えられる。また、人の脳が重大な損傷を受けたとき、記憶はダメージを受けやすいため、通常は事件の間の記憶はロストされる。そのため、仮に損傷した脳が何らかの理由で明晰な体験を持ち得たとしても、その記憶を後から明晰な記憶で思い出すのは困難である。
フェンウィックは大脳皮質に重大な損傷を受けたDavid Verdegaalの例などを挙げている。1986年、Davidは脳卒中を伴う心臓発作により2週間の昏睡状態に陥り、その間に臨死体験をした。Davidの大脳皮質は発作の影響により、大きな損傷を受けていたため、記憶能力は著しく弱まり、また心拍停止時の血圧低下が原因で脳が損傷したため、視覚も機能していなかった。こうした状況にもかかわらず、Davidは非常に鮮明なビジョンを伴う体験を報告した。仮に臨死体験が昏睡中ではなく心臓発作直前に起こったとしても、彼はそれを記憶し思い出すことは出来なかったと考えられる。
一方で、2060名を調査対象としたイギリスのAWAREプロジェクトでは、脳損傷による心停止患者は、心停止中による無意識中の記憶を持たなかったと報告された。

##### 臨死共有体験
研究者であるレイモンド・ムーディは、臨死体験は死にかけた者のみならず、周りにいる健康な人々にも共有されるという「臨死共有体験」が存在する事から、脳内現象説に否定的な見解を示している。
ムーディによれば、臨死体験は死にゆく者の周りにいる人と共有される事がある。死の際にいる患者に一人付き添っている者に起きることもあれば、複数人に共有されることもあり、「光体験」や「体外離脱体験」、「人生回顧体験」など臨死体験とほぼ同様の現象が起きるという。また、この世のものとは思えない音楽を周りの者と共に聞くという「音楽体験」や、自分のいた部屋の空間が膨張するなどの「空間変容体験」の証言が多い。この現象は、1980年代からムーディにより事例収集が行われた。
歴史的には、7世紀に迦才が臨死体験の収集書である「浄土論」を編集している。そこに収録された20例のうち1例は臨死共有体験であり、臨終者の側にいた全ての者が神仏の姿を見た、と記されている。1889年にはヘンリー・シジウィック率いるSPRのチームが17000人を対象にアンケートを取った結果、163名が「既に死亡している人物」の出現を目にしたことがあると回答した（うち殆どのケースでは、本人が死亡してから1時間以内に目撃されていた）。後にウォルター・プリンスは、死亡した人物の幻姿を目撃する事で、その人物の死を初めて知ったというケースを107例収集した。20世紀初頭には、ダブリン王立科学大学の物理学教授ウィリアム・バレットが著書「臨終の床の体験」の中で、複数の共有体験例を紹介している。現在においては、イギリスの王立精神科医科大学のピーター・フェンウィックの臨床例に、4例の臨死共有体験が含まれている。
臨死共有体験は、病気でもなく脳に損傷もない健常者に起こるため脳内現象説では説明が難しい。ピーター・フェンウィックは「人が死んだ際、その死を知らない身内の人々に、死の光景が見せられる場合がしばしばある」、「病床に付き添って世話している人々が、その場で超自然的な光景を見る場合もある」と報告し、「それらは幻覚とは言えない」と述べている。ウィリアム・バレットは「互いに連絡し合っていない複数の人々が、内容の合致する出来事を目撃したという事実」が臨死共有体験の価値であると記している。
脳内現象説は「死にゆく者」の脳の生理的変化に基づく仮説であるため、臨死体験の一部が健常者に起きていた事が事実であれば、その前提が崩れる可能性が浮上する。

##### 還元主義的解釈への批判
脳内現象説への根本的な批判として、そもそも脳内現象説は「脳内物質の発生により体験が起こっている」という「因果関係」を明らかにしているとは言えず、体験と脳内物質との「対応関係」(相関関係)を説明しているだけなので、「体験は脳内物質の分泌によるものにすぎない」と還元主義的に捉えるべきではないという批判がある。
また、仮に側頭葉への電気刺激が体外離脱現象を起こしたとしても、それは異なる経路により同じ現象が起きただけであり、どうやって意識不明者が外界の物事を知覚し得たのかという問題はそのまま残る事になる。すると「側頭葉に刺激が起きた事が引き金要因となり、何らかの認識主体(霊魂など)が身体を離れ外界を知覚した」と説明する余地も残る事になる（そうした解釈は実際に唱えられており、右側頭葉は脳と精神と魂の収束する場所であると考える者もいる）。この例において側頭葉への刺激で体外離脱が起きたという事自体は、側頭葉と体外離脱に何らかの「関連性」がある事を示しただけである事に注意する必要がある。
初期の研究者の中には、臨死体験が幻想でない事を示すために、脳機能との関連性を見出そうとした者もいた。また、ペンシルバニア大学のアンドリュー・ニューバーグは、深い瞑想状態に入った人の脳内に一定の神経学的な変化が現れる事を見出したが、「瞑想時における様々な神秘体験が客観的な現実であるか」と問われた時に、「それは『神経学的な現実』である」と返している。神経科医のヴィラヤヌル・S・ラマチャンドランは「脳のなかの幽霊」で、側頭葉が神秘体験に関係しているという証拠は「使いようによっては神の存在に対する反証ではなく、神の存在を支持する証拠にもなる」とも語っている。
こうした例からもわかる通り、ある体験に関与する脳の領域や化学物質を同定する事と、その体験が幻想である事を証明する事とはイコールではないので、混同してはならない。体験の幻想性を決定づけるのは、神経学的要因ではなく社会的な要因である。

#### ホログラム仮説
物理学者であるデヴィッド・ボームは、宇宙全体は1つの巨大なホログラムであると考えた。マイケル・タルボットは、このホログラム説から臨死体験の説明を試みている。臨死体験とは別のホログラム世界を訪れる体験であり、その領域で知覚する現実は、心が創造するホログラム状の思考形態である。こうした説は「死後世界では、自分の想念が形を取って現れた」「人生回顧（ライフレビュー）はホログラフィックな体験だった」というような実際の臨死体験者の証言から推測されており、ケネス・リングなどの研究者がこの説を支持している。

#### 電磁気仮説
ケネス・リング等の調査では、臨死体験者の約25%が「体験後に腕時計が止まってしまうようになった」「電子機器を誤作動させるようになった」と報告している。その事から臨死体験が人の生体を取り巻く電磁気力に変化を及ぼしたと推測できる。電磁気を用いて、人のアルコール依存や鬱状態を治癒させる療法も存在するため、臨死体験で起こされた人体の電磁気の変化が、一種の電気ショック療法として働き、人格の長期的な変容を起こしたのではないかとする解釈がある。

#### 量子脳理論
アリゾナ大学のスチュワート・ハメロフの「Orch OR 理論」によれば、意識はニューロンを単位として生じてくるのではなく、微小管と呼ばれる量子過程が起こりやすい構造から生じている。量子から成る人の意識は、普段は脳細胞にある微小管に詰まっているが、心停止によりこれが壊れる事で意識が宇宙に拡散し、患者が蘇生した場合には再び脳の中に戻る。こうしたプロセスが臨死体験ではないかとハメロフはコメントしている。

### 心理学的な解釈

#### 心理的逃避説
死に直面し、ストレスを感じた心が生み出す心理逃避的な幻想が臨死体験だとする説がある。これと似た解釈として解離性障害説がある。アイオワ大学のラッセル・ノイエスは突然の死に直面させられた人々の心理的変化を調査し、「時間間隔の変容」や「記憶のフラッシュバック」「浮遊感」「幻覚」など臨死体験と似た現象が起きていた事を認めた。
しかし、この説のように「心理」が原因と考えると、自分の死を予期していなかった人や、自覚する間もなく事故や発病が起こり、瞬時に無意識状態に落ちた人にも臨死体験は起こるという事の説明が難しい。また、死の恐怖に対する現実逃避が目的であるならば、死者ではなくまだ生きている者の姿が頻繁に現れる方が自然であるとも言える。特にインドでは、枕元に現れたヤムラージ(死神)に対して、少なからぬ体験者が怖れを抱き、同行することを拒んでいる。
また、心理的危機が起こす離人症や解離感は、不安やパニック、現実感の喪失など臨死体験とは正反対の要素も引き起こす。とくに危機の間際の心理状態によって、体験内容は大きく異なるものとなる。ノイエスの調査はあくまでも、危機を感じたが実際に死ななかった者が対象になっている。

#### 元型・トランスパーソナル理論
臨死体験で起こるイメージと、ユング心理学の元型の概念の類似性を指摘する声もある。ユングの元型理論は、臨死体験の生理学的説明とも超常的説明とも矛盾しない。また、ユングは集合的無意識と個人的無意識に明確に線を引くことは出来ない、と述べているが、こうした混在は臨死体験のビジョンにも見られるものである。
臨死体験に限らず、変性意識研究においては個人的・幻覚的なビジョンと、個人性を超えたビジョンが共に現れる現象がしばしば見られる。宗教学者であるヒューストン・スミスは、魂が個人的無意識の領域を通り抜け、集合的無意識に至り、その後にトランスパーソナルな領域へと進む事により起こるのではないか、と推測している。

### 超心理学における解釈
臨死体験者はESPなどの超能力により知りえない情報を知覚したのだ、とする超ESP仮説がある。この説は、魂や霊といった概念を用いずに臨死体験の超常的要素を説明しようとするもので、体外離脱現象は否定されることになる。主に霊魂説や死後意識存続説の対立仮説として唱えられている。

### 哲学的な解釈
臨死体験の真偽を判断する前に、「現実」という概念が哲学的に見てそもそも自明のものではない。「客観的な現実」がある事を前提に臨死体験を論じるべきではない、という指摘がある。

### スピリチュアル・宗教的な解釈
臨死体験者たちの多くは、自らの体験を「肉体から魂が離れ死後の世界を垣間見た」ものであったと考えている。研究者の一部は、その主張をそのまま受け入れており、その根拠は古今東西に見られる臨死体験(神秘体験)に共通性が見られる点である。こうしたスピリチュアルな言説については反証が不可能であるという欠点がある。
カーリス・オシスは、臨終時の「死者の訪れ」のビジョンの内容が、「患者の人格」という要因に影響を受けない事、死者が患者の期待や願望とは裏腹に自らの意思を表明する事が少なくない事、患者の動機付けとは無関係に出現する事などから、「(人の)外部に歴とした起源を持っているよう」だと記している。

#### 霊魂・霊体説
体外離脱現象などを伴う臨死体験を最も素朴に説明する方法は、人体から何らかの「実体」が離脱するという説明である。マイケル・セイボムは体外離脱を検証した結果、こうした仮説に傾いていると述べている。
プロセス指向心理学の創設者アーノルド・ミンデルは、意識不明であり昏睡状態にある人々とのワークの結果から、人は複数の非物質的な身体を持ち、肉体が死に近づくにつれて、それらが活性化されてくるのではないかという仮説を唱えている。ある研究者は、夜に空が暗くなると星が見えるように、人の日常的な知覚能力が減退すると見えてくる現実があるのではないかと話す。
霊的伝統では、人は肉体の他に第2、第3の身体(微細身体)をもつとされており、「肉体を捨てて別の身体に移行する」と体験者が報告することの多い臨死体験との関連性が注目できる。こうした微細身体はヨーガでは「プラーナ・マヤコシヤ」「マノ・マヤコシヤ」、神智学では「エーテル体」や「アストラル体」と呼ばれる。
ただし、体外離脱後には何の身体もなく、ただ「視点」のみがあったと語る体験者も多い。伝統的な心霊主義（spritualism）や幾つかの伝統宗教では、肉体から霊魂が分離する幽体離脱により臨死体験が起こるとする説明がなされる。

#### 死後世界説
エリザベス・キューブラー・ロスは、人々の思考により全てが創造される「サイキック・エネルギー世界」が存在し、そこでは主観がリアリティとなるのではないか、とコメントしている。こうした世界観はロバート・モンローやウィリアム・ブールマン(William Buhlman)らなどの体外離脱者によっても語られている。
宗教学者のヒューストン・スミス等の研究によれば、宗教・神秘学における伝統的な知見の多くには、「アストラル界（中間界）」についての記述があるという。この領域は人が想像する物質やイマジナルなものがすべて含まれ、人の思考が形を取る世界である。パリのソルボンヌ大学でイラン・イスラム哲学教授であったアンリ・コルバンは、こうした主観と客観が入り混じる非物質領域の特性を「イマジナル（想在的）」と呼び「想像力によって創出されるものであるが、存在論的に実在する世界」であるとした。また、ヒューストン・スミスは「物質という1つの尺度しか必要としない科学の方法論的な前提が、現代においては、『他のリアリティは存在しない』という存在論的な結論にすり替わっている」とも指摘している。
臨死体験で起こる現象は、前世療法の被験者の口から語られることもある。そうした報告は「中間世界」(中間領域)の記憶、と表記されることもある。トロント大学医学部のジョエル・ホイットンは、約30人の被験者を集め、退行催眠を用い彼らの記憶を探った。その結果、被験者は、「トンネルの通過」や「かつての死者・ガイドとの出会い」「光体験」「人生回顧体験」「思考により創造される物体」など、臨死体験者が語る世界観とほぼ同一の内容を語り始めた。同様の事例は、マイケル・ニュートンによる退行催眠でも見られる。
こうした説明は実質的に死後の世界説でもある。ただし臨死体験は死にかけている者以外にも起こるという指摘もある。

#### 伝統宗教との比較

##### シャーマニズムとの関連
人類学者ナンディスワラ・テーロは、アボリジニ文化の「ドリームタイム(夢時間)」という概念が、臨死体験に類似していると指摘している。それは人の精神が死後に赴く場所であり、時間も空間もなく、そこを訪れた者は無限の知識に触れることが出来るという。
ドイツの民族心理学者ホルガー・カルヴァイトによれば、アボリジニのみならず、世界中のシャーマンの文化の殆どすべてに、広大な超次元領域の描写があるという。そこには、人生の回想、教え導く役割を果たす教師的存在、想念によって現れる物質、美しい光景、などについての言及があり、そうした領域に旅する能力が、シャーマンになるための必要条件である。シベリアのヤクート人、南米のグアジロ・インディオ、ズールー人、ケニアのキクユ族、韓国のムーダン(巫俗)、インドネシアのメタワイ島に住む人々、カリブー・エスキモーなどの文化には、生命を脅かす病に倒れ、死後の世界を訪れたのちに、シャーマンになったという人々の言い伝えが残っているとされる。

##### 大乗仏教との関連
中国浄土教の僧善導は、死にゆく者がヴィジョンを見たらその様子を書き取るように、と他の僧に指示していた。こうした指示は少なくとも日本の鎌倉時代までは、仏教の1つの手本だった。実際にこうした時代の臨死体験の記述の多くは、浄土思想の資料の一部として保存されている。
平安末期の浄土宗僧侶である源信の『往生要集』には、臨終の際に眩しく輝く光の仏阿弥陀如来を心に念じれば、阿弥陀如来が死にゆく者を迎えに来る、と記されている。『無量寿経』や『阿弥陀経』には、空間的に無限であり、限りない光に照らされ、個人の想念が叶う世界として浄土が描かれている。カール・ベッカーは臨死体験で出現するトンネルは、浄土の「蓮の茎」に相当するのではないかと述べている。

##### チベット仏教との関連
チベット仏教における『チベットの死者の書』では、人が死から再生までの間に留まる霊的な次元が描かれている。「バルド・トドゥル」(中有・中陰)と呼ばれるその世界では、死者はまず目も眩む程の光明に出会い、それに勇気をもって飛び込めば解脱するとされる。バルド・トドゥルでは自分自身の意識の投影が、様々な神の姿を取って現れるという。

## 臨死体験と心脳問題
脳科学者である茂木健一郎は、臨死体験の不思議は、目の前に机が見えるということの不思議と同質のものであり、心脳問題の観点から捉えるべき、という内容の発言をしている。
臨死体験の研究成果が普及するにつれて、従来の神経科学研究の前提である「心・意識は脳が生み出す」という心脳一元論に疑問を呈する声も出てきている。ヴァン・ロンメルは、臨死体験を研究した結果、意識は本来は時空を超えた場所にあるのではないかと考えるようになり「脳が意識を作りだすのではなくて、脳により意識が知覚される」のではないかと述べている。ロンメルは意識と脳の関係を、放送局とTVの関係に例えている。また、ケネス・リングやエベン・アレグザンダーは、脳は意識の加工処理器官であるという説や、脳の機能は本来の意識の働きを制限し選別するものだという説に傾いている。
明るい部屋に入り、電灯のスイッチをOFFにしても室内がまだ明るいままなら、光源は電灯の他にあると考えざるを得ない。従って脳波がフラットな状態での臨死体験例は、心や意識が脳とは独立に存在するという事実を示唆している、とサム・パーニアは述べている。こうしたNew Dualismとも呼ばれる潮流に対して、まだ仮説に過ぎないとの指摘もある。

## 記録の歴史
臨死体験を記述していると思われる歴史的な文献については、『チベットの死者の書』、エジプトの『死者の書』、プラトンによる『国家論』、ベーダによる『英国の教会と人々の歴史』などが挙げられる。
歴史家であるフィリップ・アリエスによれば、西暦1000年以前の人々は、死に瀕した時に、神の幻を見たことやすでに亡くなっている人々と会ったことを普通に語っていたという。また、ハーバードで宗教学の講義を務めるキャロル・ザレスキーは、中世の文献は臨死体験の記述であふれていると指摘している。15世紀のオランダの画家ヒエロニムス・ボスの「天上界への上昇」という作品には、天使に付き添われながら光のトンネルに入っていく人々の姿が描かれている。
日本では『日本霊異記』『今昔物語』『宇治拾遺物語』『扶桑略記』『日本往生極楽記』などに臨死体験そっくりの記述がある。柳田国男の「遠野物語」には臨死体験の話が豊富に含まれている。

## 臨死体験を扱った作品

### 映画
- 『天国への階段』（1946年）
- 『ブレインストーム』（1983年）
- 『丹波哲郎の大霊界 死んだらどうなる』（1989年 丹波企画・松竹富士） - 出演・脚本・製作・総監督：丹波哲郎
- 『フラットライナーズ』（1990年）
- 『ゴースト/ニューヨークの幻』（1990年）
- 『大病人』（1993年）
- 『ストレンジ・デイズ」（1995年）
- 『奇跡の輝き』（1998年）
- 『カラフル』（2010年）
- 『ヒア アフター』（2011年）

### 小説
- 『BRAIN VALLEY』（1997年） - 著者：瀬名秀明
- 『航路(小説)（英語版）』（2001年） - 著者：コニー・ウィリス
- 『煙か土か食い物』（2001年） - 著者：舞城王太郎

### コミックス
- 『花田少年史』（1993年 - 1995年）
- 『ふたつのスピカ』（2001年 - 2009年）
- 『シバトラ』（2006年 - 2009年）

### ドラマ
- 『D×D』（1997年）

### 音楽
- 『帰って来たヨッパライ』ザ・フォーク・クルセダーズ（1967年）
- 『愛しの臨死体験』泉谷しげる （1994年）

## 有名な臨死体験者
- ハワード・ストーム
- アルフレッド・エイヤー
- エマヌエル・スヴェーデンボリ
- エリザベス・キューブラー＝ロス
- カール・グスタフ・ユング
- ジョン・C・リリー
- アニータ・ムアジャーニ（英語版）
- 山折哲雄
- 林家木久扇
- 木内鶴彦
- 小倉智昭